# San Joaquín (Santander)
San Joaquín est une municipalité colombienne située dans le département de Santander.